# Beihania anartoides
Beihania anartoides is een vlinder uit de familie spinneruilen (Erebidae). De wetenschappelijke naam is voor het eerst geldig gepubliceerd in 1938 door Georg Warnecke.
De soort komt voor in tropisch Afrika.